# Rideau de Bruxelles
 (novembre 2024).
Si vous disposez d'ouvrages ou d'articles de référence ou si vous connaissez des sites web de qualité traitant du thème abordé ici, merci de compléter l'article en donnant les références utiles à sa vérifiabilité et en les liant à la section « Notes et références ».
Le Rideau de Bruxelles est une compagnie théâtrale fondée en 1943 par Claude Étienne au sein du Palais des beaux-arts de Bruxelles. Il se trouve aujourd'hui sur la commune d'Ixelles.
De 1992 à 2008, il est dirigé par Martine Renders et Jules-Henri Marchant. De 2008 à 2020, la direction artistique est assurée par Michael Delaunoy. Depuis septembre 2020, Cathy Min Jung en est la directrice artistique et générale.

## Démarche artistique
Le Rideau de Bruxelles est un théâtre de création qui privilégie les auteurs contemporains belges et étrangers ainsi que les nouvelles pratiques scéniques. Animé par la curiosité littéraire, il développe de multiples projets éducatifs et associatifs en lien avec les spectacles qu’il propose. Le Rideau de Bruxelles dispose d'un comité de lecture, La Liseuse, chargé d'éplucher les manuscrits qui lui sont envoyés et d'explorer le répertoire théâtral actuel tant belge qu'international.

## Aujourd'hui et demain
Installé depuis sa création dans différentes salles du Palais des beaux-arts de Bruxelles, le Rideau de Bruxelles devient nomade à partir de la saison 2010-2011. Ses spectacles ont été joués en coproduction aussi bien à l’Atelier 210 qu’à Bozar, au Marni, au Théâtre des Martyrs, à Wolubilis, à Carthago Delenda Est, à l'XL Théâtre et au Petit Varia.
En janvier 2013, le Rideau de Bruxelles signe avec la Commune d'Ixelles une convention pour l'occupation des locaux de l'XL Théâtre que le Théâtre du Grand Midi quitte en décembre 2013. Le nouveau bâtiment du Rideau de Bruxelles ouvre ses portes en septembre 2014. 
De janvier 2017 à septembre 2019, Le Rideau traverse une nouvelle période "hors les murs", sa Maison de théâtre subissant d'importants travaux de rénovation doublés d'un vaste projet d'architecture. Le Rideau de Bruxelles représente alors ses spectacles au sein de théâtres partenaires et amis comme le Théâtre de Poche, le Théâtre des Martyrs, le Marni, l'Atelier 210 et le KVS.
En septembre 2020, il ouvre les portes de sa nouvelle maison après rénovation.

## Adresse bureaux
Rue Goffart, 7A
1050 Bruxelles

## Sources
1. ↑  François Caudron, « Le Rideau de Bruxelles, une compagnie ancrée dans le présent depuis 80 ans ! », sur RTBF, 17 mars 2023 (consulté le 26 novembre 2024)